# Andrena melanospila
Andrena melanospila là một loài Hymenoptera trong họ Andrenidae. Loài này được Cockerell mô tả khoa học năm 1918.